# بوهونيغموك (كيبك)
بوهونيغموك (بالإنجليزية: Pohénégamook)‏ هي بلدية محلية في كيبيك تقع في كندا في Témiscouata Regional County Municipality. يقدر عدد سكانها بـ 2,770 نسمة ومساحتها 349.40 كم2 .